# Houtekiet (roman)
Houtekiet is een roman van Gerard Walschap uit 1939.
Walschap liet zich tot Houtekiet inspireren door de roman 'Hoe het groeide' van de Noorse schrijver Knut Hamsun.
Walschap zegt over zijn hoofdpersonage: Houtekiet is de nieuwe mens, de man die verstandig en bekwaam leeft, seksueel en creatief, rechtvaardig en volkomen los van zijn voormalig geloof, ethisch en sociaal geëngageerd. Houtekiet, dat ben ik zelf (..).
Net zoals sommige andere boeken van Gerard Walschap stond Houtekiet op de Lijst van verboden boeken van de Rooms-Katholieke Kerk (Index librorum prohibitorum), tot deze in 1966 werd afgeschaft.

## Het verhaal
Jan Houtekiet is een zwerver die op de heide leeft. Hij bouwt er een huisje voor de boerendochter Lien, die hij zwanger gemaakt heeft. Als ook anderen zich daar vestigen, groeit een nieuw dorp, Deps genaamd, dat de regels van de buitenwereld naast zich neerlegt. De meeste vrouwen van het dorp hebben wel een kind van de vitale Houtekiet. Een van hen, Iphigénie, haalt hem over een kerk te bouwen. Houtekiet gaat weer zwerven en als hij een paar jaar later terugkeert, is Deps een 'gewoon' dorp geworden.